# Artie Lange
Arthur Steven "Artie" Lange, Jr. (Livingston, New Jersey; 11 de octubre de 1967) es un actor estadounidense.